# Tipula (Eumicrotipula) incondita
Tipula (Eumicrotipula) incondita is een tweevleugelige uit de familie langpootmuggen (Tipulidae). De soort komt voor in het Neotropisch gebied.